# المعملة (عمد)

تعديل مصدري - تعديل

المعملة هي إحدى قرى  بمديرية عمد التابعة لمحافظة حضرموت، بلغ تعداد سكانها 152 نسمة حسب تعداد اليمن لعام 2004.